# Szczodrzyk czerniejący
Szczodrzyk czerniejący, szczodrzeniec czerniejący (Cytisus nigricans L.) – gatunek rośliny z rodziny bobowatych (Fabaceae). Występuje w Europie Środkowej, Wschodniej i Południowo-Wschodniej. W Polsce rośnie w południowej części kraju, sporadycznie i raczej tylko zawlekany na północy. Zasiedla miejsca widne, zarówno lasy, jak i tereny otwarte. Jest trujący.
Pędy czernieją podczas suszenia (stąd nazwa).

## Rozmieszczenie geograficzne
Gatunek występuje na obszarze Europy od Niemiec i Szwajcarii na zachodzie po wschodnią, europejską część Rosji, przy czym w Rosji rośnie na rozproszonych i izolowanych obszarach w górnej części dorzecza Wołgi. Północna granica zasięgu biegnie przez Niemcy, Polskę i Białoruś. Na południu gatunek sięga po północne Włochy i północną Grecję.
W Polsce gatunek znany jest z licznych stanowisk w południowej części kraju. Skupiają się one głównie w południowej części lubuskiego, zachodniej i środkowej dolnośląskiego oraz w pasie wyżyn od Wyżyny Śląskiej po Roztocze. Stanowiska położone na północy – w kujawsko-pomorskim i zachodniopomorskim wskazywane są jako powstałe w wyniku zawleczenia lub wątpliwe.

## Morfologia
PokrójBezbronny krzew o pędach podnoszących się i wyprostowanych, osiągających od 30 do 100, rzadko do 200 cm wysokości. Młode pędy są srebrzysto, przylegająco owłosione, starsze są nagie. Włoski są charakterystyczne – dwuramienne. Gałązki są delikatnie żeberkowane – prawie obłe.
LiścieSkrętoległe i trójlistkowe, z listkami eliptycznymi lub odwrotnie jajowatymi, osiągającymi ok. 3 cm długości i 1 cm szerokości. Końce listków są tępe lub zaostrzone, często z wyciągniętym koniuszkiem. Wierzch blaszki jest nagi i ciemnozielony, natomiast spód pokryty przylegającymi włoskami. Ogonki liściowe osiągają od 8 do 19 mm długości.
KwiatyZebrane po 15–60 w prosto wzniesione grona na szczytach pędów tegorocznych, osiągające długość do 20 cm. Kwiaty wyrastają na szypułkach długości 3–7 mm, bez przysadek, ale z trwałymi, nitkowatymi podkwiatkami. Kielich jest dzwonkowaty, dwuwargowy, o długości ok. 3–4 mm. Górna warga jest dwuząbkowa i krótka, dolna jest trójząbkowa i wyraźnie dłuższa. Korona kwiatu jest żółta, naga, o długości do 11 mm, o budowie typowej dla kwiatu motylkowego. Blaszka żagielka jest odgięta ku górze, jajowata do okrągłej, o krótkim paznokciu, osiągającym do 2 mm długości. Łódeczka jest krótsza od żagielka, wygięta i ostro zakończona. Skrzydełka są zaś dłuższe od żagielka.
OwoceStrąki do ok. 3 cm długości i 0,5 cm szerokości, przylegająco owłosione. Zawierają do 8 nasion. Nasiona mają barwę od jasnobrunatnej do czarnej i średnicę ok. 2,5 mm.

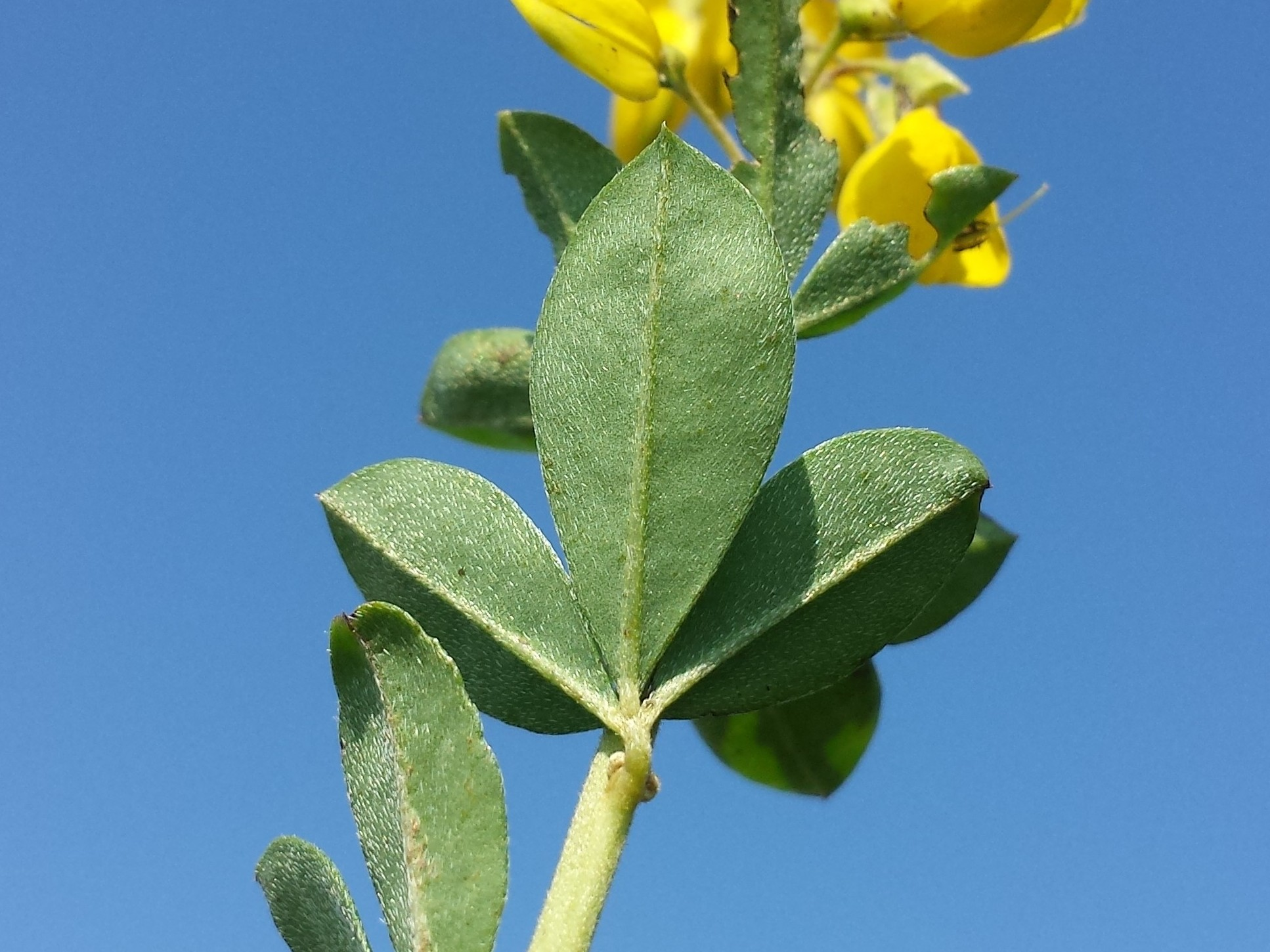
Liść
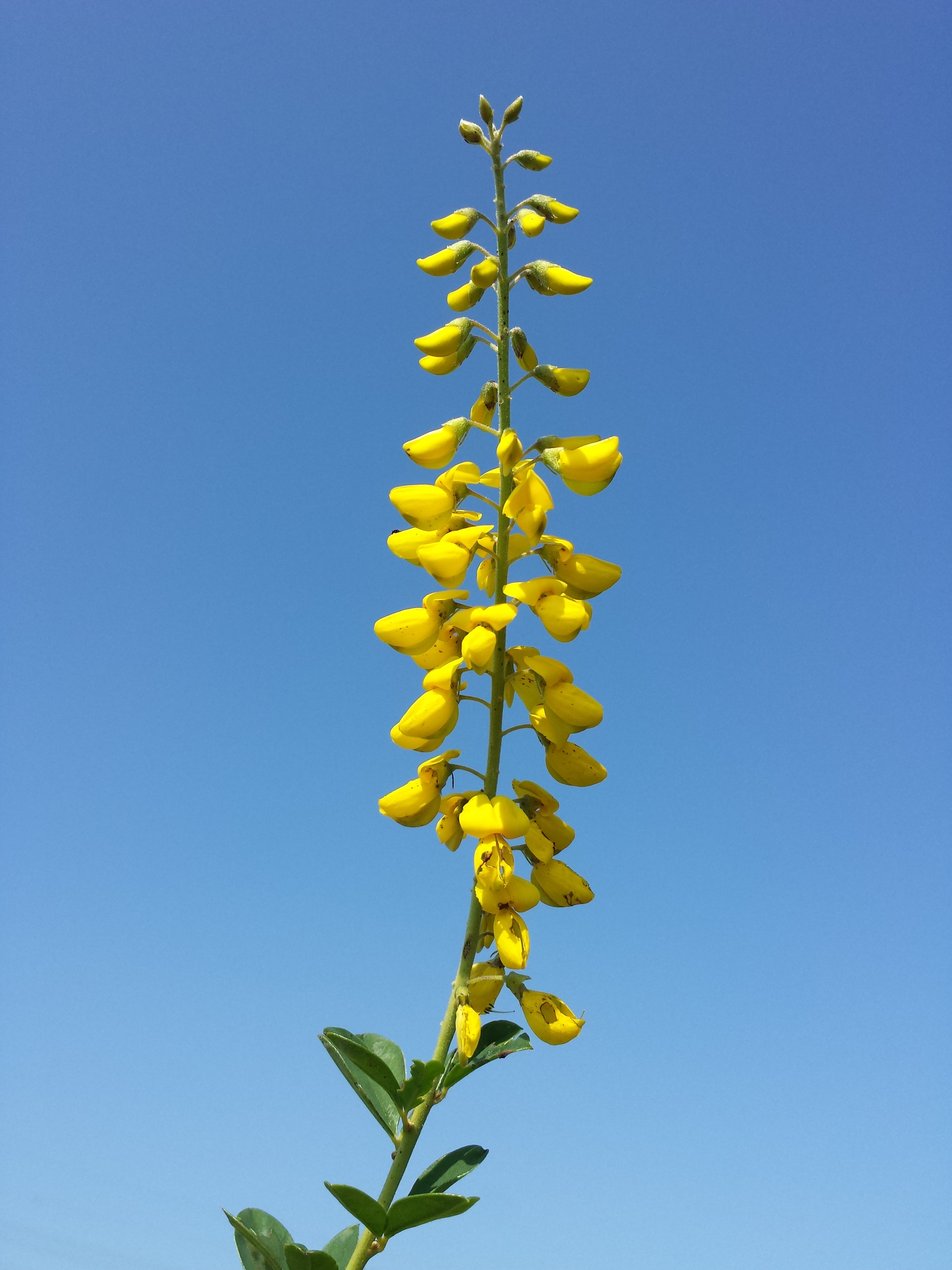
Kwiatostan
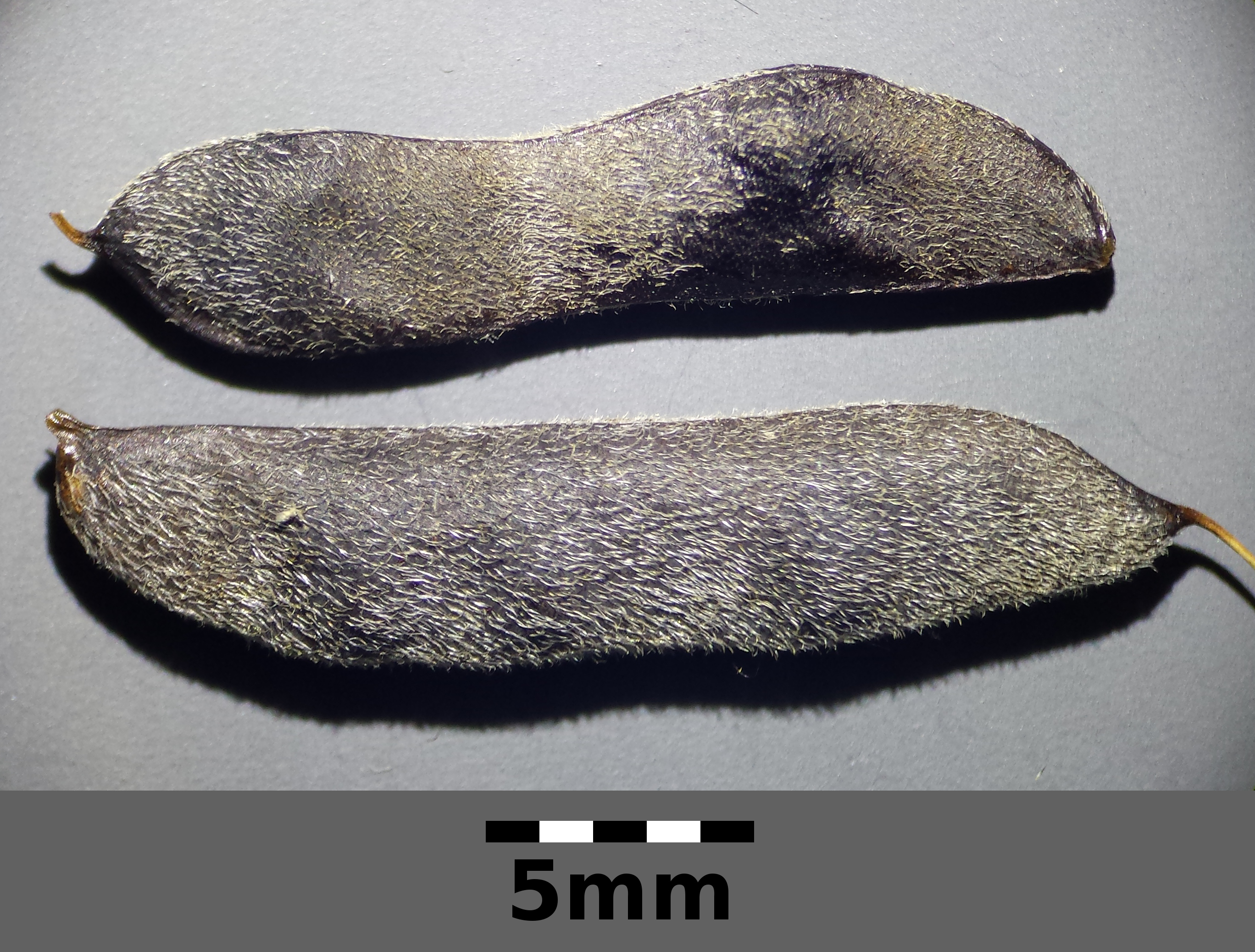
Owoce
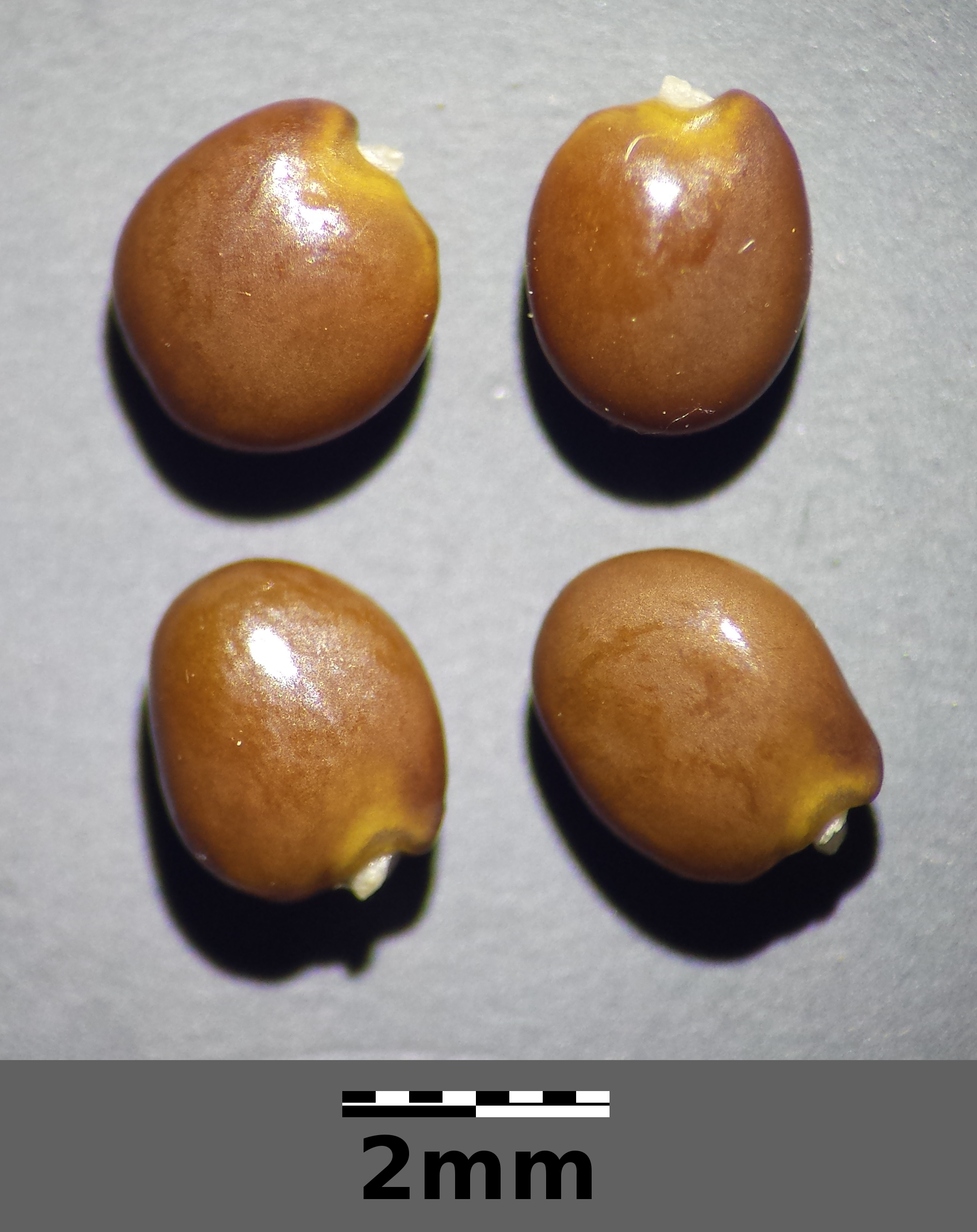
Nasiona

## Systematyka
Gatunek zaliczany jest do rodzaju Cytisus jako sekcja Lembotropis lub wyodrębniany w monotypowy rodzaj Lembotropis. Takson jest blisko spokrewniony z resztą gatunków zaliczanych do Cytisus, ale jego pozycja taksonomiczna opisywana jest jako problematyczna. Bliskie pokrewieństwo wskazują badania molekularne, zarówno nad DNA plastydowym, jak i zawartym w jądrze komórkowym oraz białkami zapasowymi nasion. Z kolei wyróżniają go od reszty zaliczanych tu gatunków specyficzne cechy morfologiczne – budowa kielicha, kwiatostanu i dwudzielne włoski. Sytuowany jest w efekcie jako siostrzany gatunek pozostałych zaliczanych do rodzaju Cytisus s.l. lub jako siostrzany, ale już odrębny rodzaj. We współczesnych bazach taksonomicznych dominuje pierwsze ujęcie.
Do rodzaju (lub sekcji) Lembotropis zaliczano także Lembotropis emeriflora (występujący we Włoszech i Szwajcarii), ale gatunek ten okazał się zagnieżdżony w obrębie sekcji Cytisus sect. Cytisus i współcześnie określany jest jako Cytisus emeriflorus.
W obrębie gatunku obok podgatunku nominatywnego C. nigricans subsp. nigricans wyróżnia się subsp. atratus (Schur) Nyman, występujący w południowo-wschodniej Europie (od Włoch po Grecję i Bułgarię). Różni się od typu bardziej kseromorficzną budową – mniejszymi rozmiarami i silniejszym owłosieniem. Podgatunek nominatywny jest mało zmienny, nie wyróżnia się w jego obrębie odmian.

## Biologia i ekologia
- Nanofanerofit kwitnący w czerwcu i lipcu[8]. Jest rośliną trującą[8].
- Rośnie w zróżnicowanych warunkach siedliskowych – w widnych lasach i to zarówno liściastych, grądowych, jak i w borach, w tym także chrobotkowych, występuje także na skrajach lasów, w zaroślach, na wrzosowiskach, na skarpach, w miejscach otwartych[6][5].
- Liczba chromosomów 2n=46, 48[8].